# Agrotis tricolor
Agrotis tricolor är en fjärilsart som beskrevs av Emilio Berio 1936. Agrotis tricolor ingår i släktet Agrotis och familjen nattflyn. Inga underarter finns listade i Catalogue of Life.